# NGC 6654
NGC 6654 is een balkspiraalstelsel in het sterrenbeeld Draak. Het hemelobject werd op 11 september 1883 ontdekt door de Amerikaanse astronoom Lewis A. Swift.

## Synoniemen
- UGC 11238
- IRAS 18252+7309
- MCG 12-17-23
- KARA 851
- ZWG 340.45
- 7ZW 793
- PGC 61833